# Sorcy-Saint-Martin

Sorcy-Saint-Martin este o comună în departamentul Meuse din nord-estul Franței. În 2010 avea o populație de 1.005 de locuitori.

## Evoluția populației
| An        | 1975  | 1982  | 1990 | 1999 | 2006  | 2010  |
| --------- | ----- | ----- | ---- | ---- | ----- | ----- |
| Populație | 1.018 | 1.027 | 994  | 953  | 1.001 | 1.005 |